# Alisha Glass
Alisha Rebecca Glass (* 5. April 1988 in Leland, Michigan; jetzt Alisha Glass-Childress) ist eine US-amerikanische Volleyballspielerin. Sie wurde 2014 Weltmeisterin und gewann 2016 die olympische Bronzemedaille.

## Karriere
Glass begann ihre Karriere an der heimatlichen Leland High School. Während ihres Studiums spielte sie von 2006 bis 2009 im Team der Pennsylvania State University, mit dem sie dreimal in Folge die nationale Meisterschaft gewann. Von 2009 bis 2016 war die Zuspielerin Teil der US-amerikanischen Nationalmannschaft, mit der sie je dreimal den Volleyball World Grand Prix (2010, 2011 und 2012) und die NORCECA-Meisterschaft (2011, 2013 und 2015) gewann. Außerdem wurde sie 2014 in Italien Weltmeisterin und gewann bei den Olympischen Spielen 2016 in Rio de Janeiro die Bronzemedaille.
Von 2010 bis 2016 war Glass auch bei verschiedenen ausländischen Vereinen aktiv. Sie spielte in Brasilien bei Vôlei Futuro, in Polen bei Atom Trefl Sopot (2012 polnische Meisterin), in Italien bei Universal Volley Modena, in Puerto Rico bei Criollas de Caguas und bei Indias de Mayagüez (2013 puerto-ricanische Meisterin), in der Türkei bei Fenerbahçe İstanbul (2014 Gewinn CEV-Pokal) und nochmal in Italien bei Imoco Volley Conegliano (2016 italienische Meisterin).
Seit 2018 ist Glass Trainerin an der Crean Lutheran High School in Irvine (Kalifornien).

## Auszeichnungen
- Volleyball World Grand Prix 2010: Beste Zuspielerin
- Volleyball World Grand Prix 2013: Beste Zuspielerin
- NORCECA-Meisterschaft 2013: Beste Zuspielerin
- Volleyball-Weltmeisterschaft der Frauen 2014: Beste Zuspielerin
- Olympische Sommerspiele 2016: Beste Zuspielerin

## Privates
Glass ist seit 2017 mit dem Basketballspieler Josh Childress verheiratet.